# Авез (Гар)
Авез (фр. Avèze) насеље је и општина у јужној Француској у региону Лангдок-Русијон, у департману Гар која припада префектури Виган.
По подацима из 2011. године у општини је живело 1.070 становника, а густина насељености је износила 258,45 становника/km². Општина се простире на површини од 4,14 km². Налази се на средњој надморској висини од 252 метара (максималној 502 m, а минималној 220 m).

## Демографија
| 1962. | 1968. | 1975. | 1982. | 1990. | 1999. | 2011. |
| ----- | ----- | ----- | ----- | ----- | ----- | ----- |
| 804   | 884   | 879   | 983   | 965   | 1.013 | 1.070 |

График промене броја становника у току последњих година